# Podłatki Duże
Vainałatki Duże [pɔdˈwatki ˈduʐɛ] es un pueblo ubicado en el distrito administrativo de Gmina Kołaki Kościelne, dentro del Condado de Zambrów, Voivodato de Podlaquia, en el norte de Polonia oriental. Se encuentra aproximadamente a 9 kilómetros al noreste de Zambrów y a 59 kilómetros al oeste de la capital regional Bialystok.